# Огієвський-Охоцький Петро Миколайович
Петро Миколайович Огієвський-Охоцький (Огієвський-Охотський; Охоцький-Огієвський; справжнє прізвище — Огієвський, псевдонім і криптонім: Охоцький (Охотський); нар. 5 (17) жовтня 1814, Носівка, Ніжинський повіт — пом. після 1888, Чернігівська губернія) — український проповідник, поет, байкар, фольклорист, етнограф, священник Української православної церкви.

## Біографія
Народився в родині православного священника Миколи Огієвського (бл. 1770-?) і Ірини Петрівни, пароха Успенської церкви у Носівці Ніжинського повіту.
Закінчив богословське відділення Чернігівської духовної семінарії з атестатом другого розряду. Після закінчення навчання прийняв духовний сан, у жовтні 1837 року почав служити у храмі Святого архідиякона Степана в селі Данина.
Одружився з Ксенією Якимівною.
Активно пропагував здоровий спосіб життя, закликав парафіян відмовитися від уживання алкоголю, читав проповіді українською мовою.
У 1857 році, після смерті єдиної доньки, 16-річної Оришки, переїхав до Ніжина, посівши парафію у церкві Спаса. Смерть доньки оплакував у поетичній збірці «Думки на могилі», яку написав у 1856 році.
Згодом Петро Миколайович разом з дружиною усиновили доньку померлого священника Ніжинських богоугодних закладів Івана Полуянова — Ольгу.
Пізніше продовжив навчання, 1861 року склавши іспит у Чернігівській духовній семінарії та отримавши ступінь «студента» (тобто — магістра).
Очолив ніжинське урядове товариство, яке наглядало за тюрмами. За свідченнями сучасників, «отут показалося його щире, любляче серце до „невольників“. Кого лиха доля закидала до сурової ніжинської тюрми, того там знаходила розвага і поміч отця Петра».

## Творчість
Літературну творчість почав у 1852 році з публікації у «Черниговских губернских ведомостях» етнографічного оповідання українською мовою «Крути не верти, а треба вмерти» (друковане т. зв. «гражданкою»).
Збирав матеріали про народний побут, обряди, звичаї, записував фольклор. Зібраний матеріал частково публікував сам: «Народные обычаи» (1873), а решту частково використав Борис Грінченко, який у період 1884—1886 і 1887—1900 працював у Чернігівському земстві у своєму чотиритомнику «Этнографическіе матеріалы, собранные въ Черниговской и сосѣднихъ съ ней губерніяхъ» (1895—1899).
Свої художні твори (поезії, байки, пісні), фольклорні й етнографічні праці Петро Огієвський публікував в урядовій газеті «Черниговские губернские вѣдомости», некрологи, опис поховальних обрядів та звичаїв — у «Черниговских епархиальных известиях».
Автор «Слов и поучений» (Чернігів, 1880-ті-1890-ті).

## Критика
Творчість Петра Огієвського отримувала схвальні відгуки від Івана Франка, Бориса Грінченка і Сергія Єфремова.

## Нагороди
- орден Святої Анни 3 ступеня
- Орден Святого Володимира 4 ступеня
- медаль «У пам'ять війни 1853—1856»
- наперстний хрест «У пам'ять війни 1853—1856»